# (400306) 2007 TO182
(400306) 2007 TO182 es un asteroide perteneciente al cinturón de asteroides, descubierto el 8 de octubre de 2007 por el equipo del Lowell Observatory Near-Earth-Object Search desde la Estación Anderson Mesa (condado de Coconino, cerca de Flagstaff, Arizona, Estados Unidos).

## Designación y nombre
Designado provisionalmente como 2007 TO182.

## Características orbitales
2007 TO182 está situado a una distancia media del Sol de 2,411 ua, pudiendo alejarse hasta 2,950 ua y acercarse hasta 1,873 ua. Su excentricidad es 0,223 y la inclinación orbital 10,07 grados. Emplea 1368,16 días en completar una órbita alrededor del Sol.

## Características físicas
La magnitud absoluta de 2007 TO182 es 16,7.